# 牙痛文學
牙痛文學泛指一些造文細數自己生活瑣事、難以感動讀者、也未有為社會作出影響的文章或文學作品。這些作品的作者本人或許很有感受，但對讀者來說卻是無關痛癢，不讀也罷。這些作品或文章通常會被冠以「無病呻吟」的評價，或可稱之為「為賦新詞強說愁」的文章。牙痛文學得名於一些記載諸如牙痛之類小事的文章，即使所記載之事，如牙痛，對作者本人很有意義，但對讀者而言是無甚價值的。這些作品縱有華麗的文筆、精妙的修辭手法，也難以引起讀者的共鳴，也只是包裝精美的牙痛文學，因此其為文的意義也不大。

## 互聯網網誌
網誌的興起，很多網誌使用者常以日常生活瑣事入文，使很多被評為牙痛文學之類的文章湧現，因此這個詞的應用也廣泛起來。